# 奥梅尔坎代拉
奥梅尔坎代拉（Omerkhan daira），是印度安得拉邦Rangareddi县的一个城镇。总人口7258（2001年）。

## 人口
该地2001年总人口7258人，其中男性4333人，女性2925人；0—6岁人口1152人，其中男599人，女553人；识字率72.65%，其中男性为81.28%，女性为59.86%。